# 윤석양
윤석양(尹錫洋, 1966년 ~ )은 1990년 10월 4일 당시 대한민국 육군 이등병 신분으로 국군보안사령부 민간인 사찰 내용을 폭로한 내부고발자

## 초반
1966년 전라북도 익산에서 2남 3녀 중 막내로 태어났다. 그 후 서울로 이사와서 초등학교 6학년 때인 1978년 어머니를 여의고 누나들의 보살핌 속에 고려고등학교를 졸업하여 1985년 한국외국어대학교 노어과에 입학하였다. 1년간 한국외국어대학교 학보사에서 학생 기자로서 활동하였다. 장래 패기있는 신문 기자를 꿈꾸면서 학보사에서 활동하였으나, 뜻이 맞지 않아 그 후 학생운동을 시작하였다.
한국외국어대학교 학생운동권에서 적극으로 활동하여 1988년에는 CA 그룹 학생회장 후보 선거운동본부 조직국장, 혁명적노동자계급투쟁동맹(혁노맹)의 전신인 “혁명의 불꽃” 그룹 선동국장을 맡기도 하였다. 경기도 소래(현 시흥시) ‘작은자리’에서 일주일간 개최된 혁명적노동자계급투쟁동맹 결성 대회에 참가하던 1989년 8월 19일에 아버지가 사망하였다.
학생운동권 생활에 지쳐 가던 중 1990년 5월 1일 대한민국 육군 현역병으로 입대하였다. 육군 제3보병사단 신병교육대대에서 6주간 훈련받고 1990년 6월 20일 강원도 철원의 자대에 배치받아 소대원으로서 복무하던 중 7월 3일 연대 인사과장에게 불려갔다. 대공상담소라고 적힌 보안부대에 가서 계장 이승섭과 반장 김효수에게 혁명적노동자계급투쟁동맹 활동과 다른 조직원의 신상을 자백하라고 심문당하였다. 그 후 서울특별시에 있는 서빙고 분실로 옮겨 7월 5일부터 계장 이승섭과 부장 이덕렬과 반장 김효수 등에게 이상재, 정헌, 임찬수 등 군 투입자와 중앙위원 거주지에서 계속 심문당하였다. 대학교 앞에서 현장 활동을 거쳐 국군보안사령부 편에서 일하기로 신임을 얻고 8월 22일에는 장자동에 있는 국군보안사령부로 이동하였다. 서빙고 분실로 다시 와서 국군보안사령부 대공처 수사3과 분석반에서 과장 김용성, 계장 이승섭, 부장 이덕렬, 박대호, 조재은과 함께 근무하던 중 김영삼, 김대중, 노무현을 비롯해 민간인 1,303명을 사찰한 카드와 컴퓨터 디스켓 3통 등을 가방에 넣어 9월 23일 새벽에 국군보안사령부를 탈출하였다.

## 양심선언
국군보안사령부를 탈출한 윤석양은 한국기독교협의회를 찾아가 양심선언문과, 80일간의 국군보안사령부 체험을 정리했다. 9월 24일 저녁에는 전국언론노동조합연맹 기관지 〈언론노보〉 기자로 일하던 대학 1년 선배인 양정철에게 전화했고 9월 25일 서울특별시 종로구 모처에서 만나 국군보안사령부에서 사찰 자료를 들고 나온 사실을 밝혔다. 자료를 받은 양정철은 전국언론노동조합연맹 사무실에 돌아와 전국언론노동조합연맹 위원장 권영길 등 간부들과 심야에 대책을 회의했다. 9월 26일 양정철은 〈한겨레〉 경제부에 근무하던 대학 학보사 선배인 기자 이인우에게 사찰 자료를 건넨다. 기자 이인우는 〈한겨레〉 편집국장 성유보에게 내용을 보고했고 경찰청 출입 기자 김종구, 기자 이인우, 기자 김성걸, 사진부 기자 곽윤섭로 특별 취재팀이 구성됐다. 사전 취재를 이용해 취재팀은 윤석양의 양심선언 후 서울대학교 근처에 있는 호프집 모비딕을 위장 운영하던 보안사령부의 사찰 활동을 확인해 보도하게 된다.
윤석양은 1990년 10월 4일 한국기독교협의회 소속 인권 위원회 사무실에서 국군보안사령부 민간인 사찰 내용을 폭로했다. 이로써 당시 정국의 최대 현안이었던 지방자치단체장 선거의 관철과 국방부 장관 이상훈과 보안사령관 조남풍이 경질되고 국군보안사령부 명칭을 국군기무사령부로 바꾸게 했다. 폭로 후 한국기독교협의회에서 보호받던 윤석양은 1991년 5월 지역 신문사 편집부로 자리를 옮겨 1992년 3월까지 일했다. 지역신문 기자로 일하던 10개월간 지역 주민들의 생활을 체험하면서 민중의 실제이고 세부까지 포함한 현실을 체화했다. 기자로서 생활하던 중 관공서와 경찰서 등에서 취재하기도 했다고 한다.
2년여 수배 끝에 1992년 9월 23일 오후 9시 20분 대구시 남구 대명10동 1647-7 박서방회집에서 윤석양후원사업회 사무국장 양승균과 저녁 식사를 하던 중 국군기무사령부와 대구 헌병대 요원 등 7명에게 강제로 연행당해 군형법상 군무 이탈 혐의로 육군 제3보병사단 헌병대에 입창돼 구속당했다.
2년 간의 수배 생활 동안 노동을 통한 건강한 운동적 삶을 살려고 성실히 노력했습니다. 그런데 언제나 행동에 나서려 할 때마다, 군입대 후 보안사령부의 강요 때문에 몸담았던 학생운동 조직의 수사에 협조한 기억이 나의 뒷덜미를 잡고 놓아주지 않았습니다.— 사찰 사건을 폭로 후 2년간 수배 생활하다가 기무사령부 요원들에게 연행되기 전

## 출소 후
1994년 10월 2년 형기를 마치고 공주교도소에서 만기 출소 후 복학하여 학교를 졸업하고 상명대학교를 자퇴한 후 반월공단에서 4년간 노동운동을 하면서 여공으로서 생활했던 김미화와 1996년 6월 14일에 혼인했다.

## 기타
윤석양의 의모 민인숙은 그 후 전 충청남도 연기군(현 세종특별자치시) 군수 한준수와 재혼했다.

## 작품
- 2011년 박인제가 감독한 영화 「모비딕」의 실제 주인공

## 같이 보기
- 보안사 민간인 사찰 사건
- 국무총리실의 민간인 사찰 사건
- 내부 고발자